# Teatro comunale (Cesenatico)
Il Teatro comunale è un teatro situato a Cesenatico, in provincia di Forlì-Cesena.

## Storia
"Opera decorosissima pel paese di Cesenatico si è il Teatro, la cui costruzione intrapresa nel 1863, è stata nel 1865 compiuta colla spesa di L. 80,000. Ne fu architetto l'ingegnere comunale sig. Candido Panzani di Gambettola, e ne diresse i lavori l'ingegnere sig. Enrico Bocchini di Cesena. È posto nel centro del paese, ed occupa un'area di metri quadrati 488.99". Fu inaugurato la sera dell'11 luglio 1865, come risulta dalla lapide posta nell'ingresso. Altre due lapidi ricordano Ermete Zacconi nelle serate dell'8 e del 10 agosto 1908 e i restauri del 1926.

## Architettura

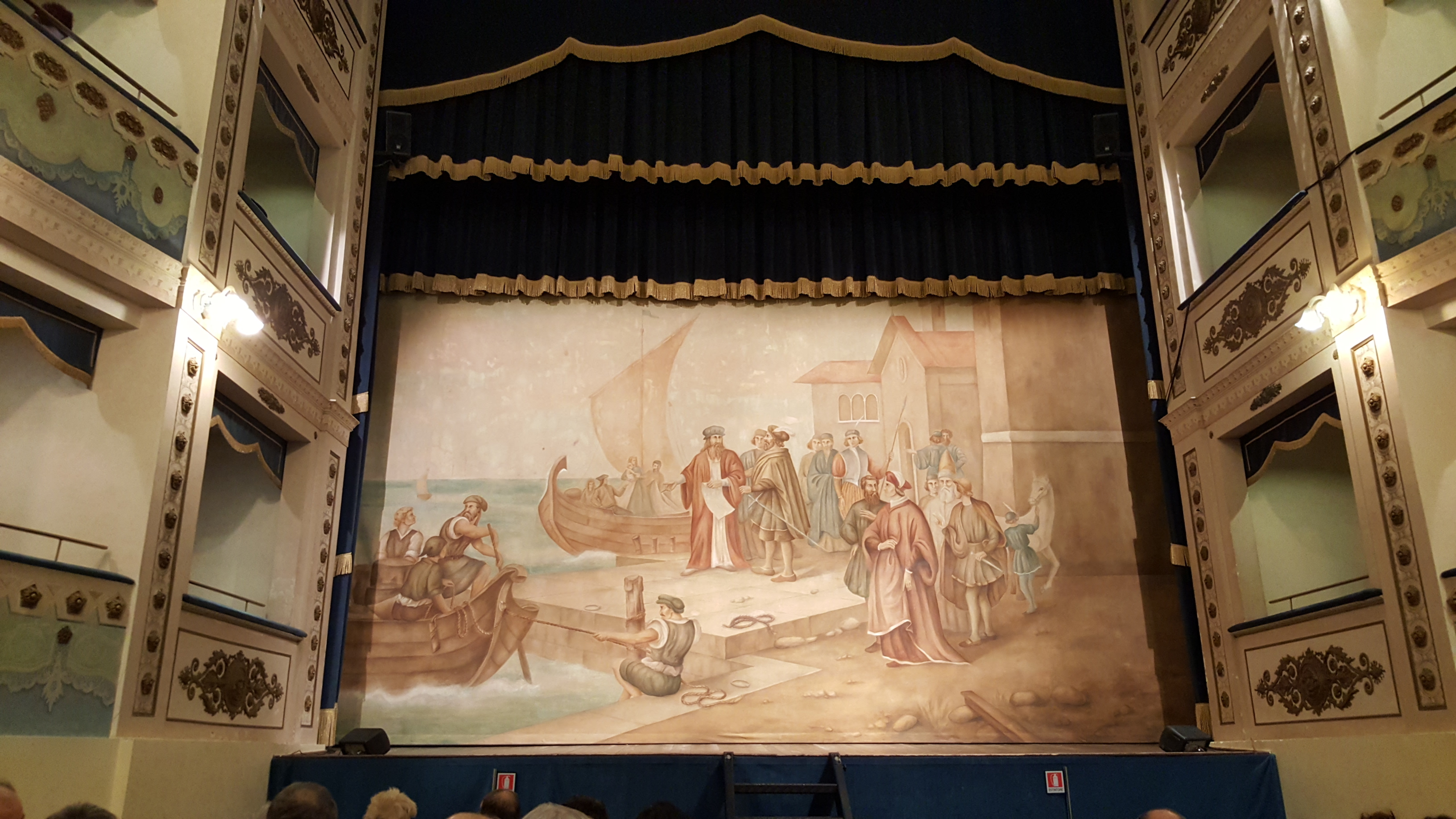
Palcoscenico

La facciata in cotto, neoclassica, si compone di un'alta zoccolatura con bugne a fasce continue fino al marcapiano. Su questo si innesta un corpo a lesene decorative con basi e capitelli ionici, terminante con una trabeazione a mensolette dalla quale spicca, nella parte centrale, il timpano. Oltre al portone centrale, vi si aprono due finestre e due porte laterali con ingressi e uscite di sicurezza al piano terreno.
Al primo piano tre finestre di prospetto e due laterali illuminano le sale nelle quali aveva sede la locale scuola di musica. L'atrio di accesso alla platea e ai palchi del primo ordine è affiancato da due stanze laterali ad uso servizi vari. La stessa suddivisione si ripete al primo piano, dove è il foyer. 
Nella sala centrale, con cavea a ferro di cavallo, si aprono due ordini di quindici palchetti ciascuno, comprendendo anche le barcacce, e il loggione. Il soffitto della platea era ornato con un grande rosone in legno al centro. Nella parte circolare intorno al rosone era dipinto un grande velo a trine. Eseguito con elegante fattura, alla sua estremità erano posti sei medaglioni con busti su fondo oro, rappresentanti uomini illustri della storia dello spettacolo, tra cui Goldoni, Metastasio, Donizetti. Si ricordano "gli ornati dei pittori Bellani e Canepa di Lugano, gl'intagli del Cuccoli di Bologna, i bassorilievi in gesso dello scultore Vittorio Rambelli di S. Giovanni in Persiceto, le dorature di Leonida Morsiani di Cesena e le scene dipinte da Pirro Rota di Forlì". 

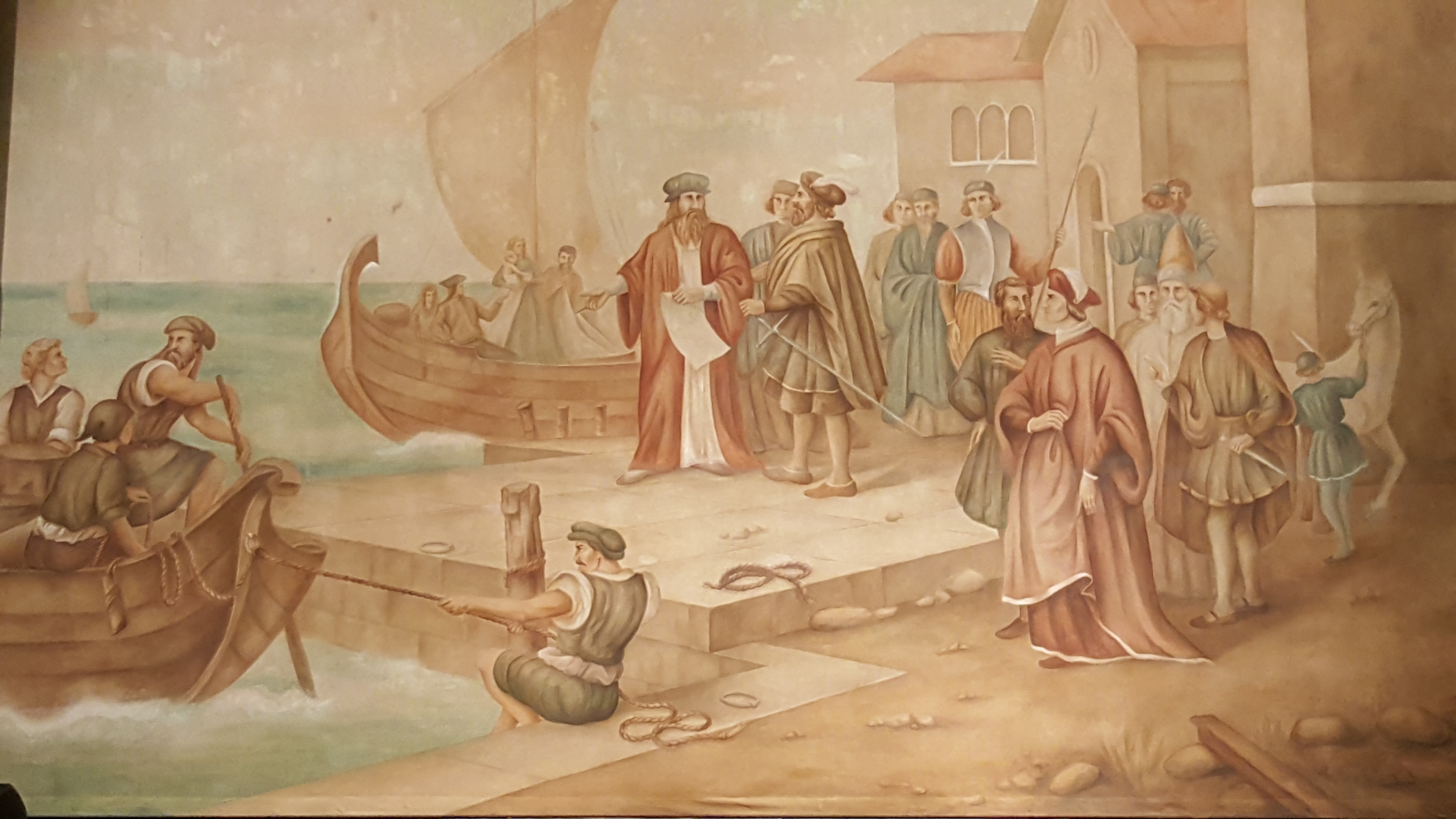
Sipario (particolare)

Il sipario, opera del pittore forlivese Pompeo Randi, raffigurava il duca Valentino e il suo seguito a colloquio con Leonardo da Vinci, che effettivamente compì un sopralluogo al  porto canale di Cesenatico e ne tracciò uno schizzo. Perduto nel dopoguerra, il velario ottocentesco, di cui si conservava documentazione, è tornato in vita grazie all'opera di alcune allieve del Corso di Scenografia dell'Accademia di Belle Arti di Brera le quali, hanno fedelmente riprodotto ambientazione e personaggi in tutto simili all'originale, ma con le varianti suggerite dalla diversa funzionalità dell'opera nel teatro di oggi. Sono stati quindi eliminati le cornici e i fregi che inquadravano la scena (tipicamente ottocenteschi) affinché fosse garantito un più flessibile e diretto innesto nell'odierno impianto del palcoscenico. Al tempo stesso sono stati abbassati i tono cromatici, rispetto a quanto risultava dai documenti per l'originale, favorendo in questo caso una maggiore armonizzazione con l'attuale contesto della sala, parzialmente privata delle decorazioni ottocentesche. 
Le condizioni conservative dei paramenti, nel corso del primo censimento condotto dall'Istituto per i beni culturali, erano gravi: particolarmente deteriorate, e nella maggior parte dei casi perdute, le decorazioni del soffitto della sala, le colonnette di legno intagliate e dipinte a sostegno del primo e secondo ordine di palchi e i decori dei parapetti. 

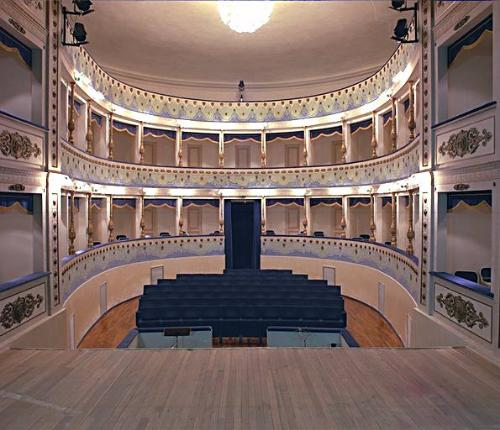
Interno del teatro

Dal 1981 al 1992, sotto la direzione dell'architetto Augusto Savini, sono stati effettuati interventi di restauro conservativo sull'edificio (murature, copertura), mentre internamente sono stati completamente ricostruiti i solai della platea e del palcoscenico. Lavori di ampliamento, sul retro e sul lato dell'edificio confinante con il cortile del Comune, hanno permesso di ricavare servizi igienici, camerini e magazzino. L'intervento sulle decorazioni è consistito nel rifacimento dei decori esterni ai palchetti, tranne quelli del primo ordine, per i quali si è potuto recuperare in parte l'ornato originale. Per il soffitto, un tempo dipinto finemente, ora definitivamente perduto, non si è ritenuto opportuno ricostruire la decorazione primitiva, ma trattare le superfici con materiali neutri. Il teatro, di proprietà comunale, fa parte del circuito dei piccoli e medi teatri della Romagna gestito dalla Cooperativa "Accademia Perduta - Romagna Teatri" di Ravenna e Forlì per quanto riguarda tutte le attività di produzione e programmazione teatrale, mentre la direzione artistica è affidata a Sandro Pascucci. Attualmente il teatro è in funzione e presenta rassegne di prosa, teatro dialettale, teatro ragazzi e rassegna di "teatro scuola" per le scolaresche di Cesenatico e comprensorio.